# Västern

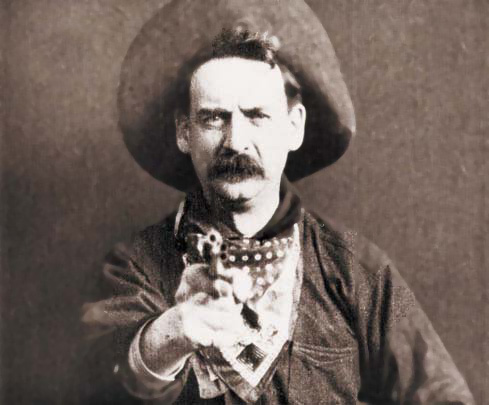
Justus D. Barnes, från Det stora tågrånet

Västern eller western är en populärkulturell genre, baserad på Vilda Västern; såväl händelserna under tidsperioden, som myterna kring den. Genomgående teman är anarki och laglöshet, människans kamp mot naturen (till exempel byggen av järnvägar och telegrafledningar) och ensamma hjältar. Även om västern som genre länge varit populär inom främst film, har dess inflytande minskat allt eftersom vi kommer längre och längre ifrån tidsperioden.

## Definition
Västernberättelser utspelar sig per definition i den västra delen av USA, nästan uteslutande under 1800-talet, oftast mellan antebellum-perioden och slutet av århundradet. Många väver in amerikanska inbördeskriget i handlingen eller i bakgrunden, även om västra USA inte alls var lika påverkat av kriget som den östra delen var. Handlingen kan dock vara förlagd så långt tillbaka som kolonialtiden och så långt fram som till mitten på 1900-talet och kan geografiskt även vara förlagd till Mexiko eller Kanada.

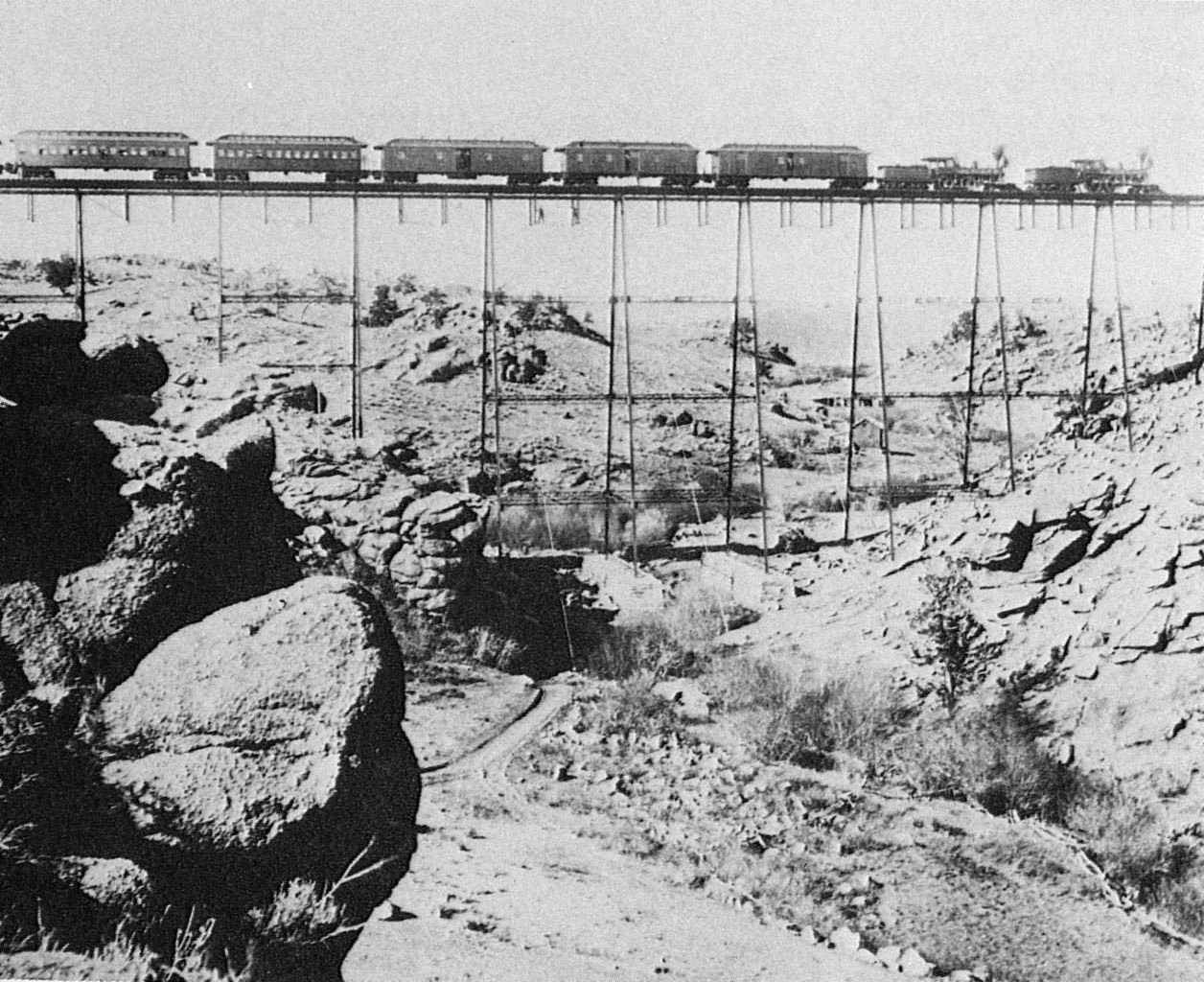
Järnvägen är en vanlig symbol inom västerngenren, ofta förekommer tågrån.

Många västernverk berättar historier om figurer som nästan som nomader vandrar från stad till stad, där deras enda ägodelar är kläderna de bär, sin revolver och sin häst. Den teknologiska utvecklingen under eran, som telegrafen, tryckpressen och järnvägen kan förekomma, oftast som något nytt som just anländer och vanligtvis som en symbol för att livet i den "vilda västern" kommer att förändras och ge plats för civilisationen.
Med hjälp av dessa enkla inslag berättar västerns enkla sedelärande berättelser, vanligtvis med de spektakulära amerikanska landskapen som bakgrund eller skådeplats. I vissa fall av västernfilmer blir landskapet nästan berättelsens stjärna. Berättelserna framhäver oftast den hårda oförsonliga naturen och förlägger ofta handlingen till ett ökenliknande landskap, exempelvis i Förföljaren (1956) och Open Range (2003). 
Specifika platser inkluderar bland annat isolerade fort, rancher, det isolerade hemmet, saloonen och fängelset. Andra ikoniska element i västernhistorier är diverse vapen, prostituerade och den trogna hästen.

## Gemensamma teman
Västernberättelser visar ofta upp tämjandet av vildmarken och hur naturen blir underordnad civilisationens frammarsch eller konfiskeringen av mark från urinvånarna.
I historierna är ofta samhället organiserat runt diverse hederskoder, snarare än lagar, i vilka personer inte har någon social ordning förutom med sina närmaste vänner, sin familj eller ibland bara sig själva. Man måste ta vara på sitt rykte och vinna respekt genom antingen våld och dödande eller generositet.
Dessa teman förenar västerngenren med till exempel pulplitteratur och gangsterfilmer. Här är dessa teman i förgrunden, till den grad att införandet av lag och ordning och civilisationens slutgiltiga frammarsch ses som beklagansvärt, även om det är oundvikligt.

## Bakgrunden till "västern" som idé

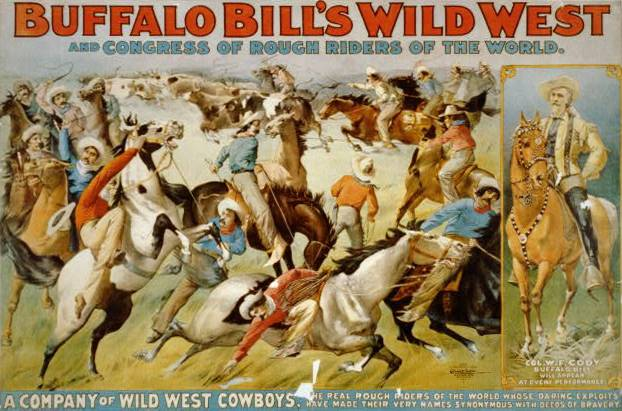
Reklam för Buffalo Bills vilda västern-show

Den idealiserade versionen av den "vilda västern" kan spåras tillbaka minst så långt tillbaka som till Buffalo Bills vilda västern-shower, som började 1883. Buffalo Bill och Texas Jack Omohundro framförde en av de tidigaste pjäserna inom västerngenren "The Scouts of the Prairie" (Präriens spejare) för publiker i östra USA redan 1872, medan de händelser som togs upp fortfarande inträffade i de västra gränsområdena. Inom litteraturen var Owen Wisters The Virginan, publicerad 1902, det riktiga startskottet för den litterära genren i USA (även om västernhistorier tidigare hade publicerats där); men den tyske författaren Karl May skrev historier i genren så tidigt som 1876. Hans böcker hade ett stort inflytande på grundaren av Universal Pictures, den tyske immigranten Carl Laemmle; och May själv spårade genrens idéer så långt tillbaka som den amerikanske författaren James Fenimore Cooper, som skrev Den sista mohikanen 1826.
Den grundläggande idén till västerngenren har därmed en lång historia och den litterära genren existerande länge innan film ens existerade; andra viktiga författare är Zane Grey, Louis L'Amour och Elmore Leonard.
Det har sagts att det finns fyra viktiga element som bidrar till genrens utformning:
- Den melodramatiska litteraturen på 1800-talet, med en klart god hjälte, en elak bov och en vacker hjältinna som boven ger sig efter.
- En historia med mycket våld, jakter och diverse brott, passande för en plats som den amerikanska västern på 1800-talet.
- Den västliga migrationen och hur det västliga gränsområdet öppnades och allteftersom förflyttades.
- Hämnden som en struktur i historien, som redan fanns i och med filmen Billy the Kid 1930.

## Västernlitteratur
Skönlitteratur inom westerngenren föddes i diverse lågprisböcker av dålig kvalité ("dime novels" och "penny dreadfuls") som började publiceras i mitten av 1800-talet. Dessa publicerades för att tjäna pengar på de många fantastiska, men även "sanna", historier som berättades om de människor som rörde sig i den amerikanska västerns periferi. Vid 1900-talets början hjälpte även så kallade pulp-tidningar att berätta dessa äventyr för folk borta i den sedan länge civiliserade östern. Icke-amerikanska författare som tyske Karl May tog till sig genren och började skriva långa historier i vanlig romanlängd och gjorde västernböcker till en väldigt framgångsrik litterär genre i Europa med start runt 1880-talet, även om de kritiserades som relativt triviala av den tidens kritiker.
Västern som en amerikansk litterär genre började växa i och med James Fenimore Coopers böcker, även om det inte blev en egen genre förrän publiceringen av The Virginian av Owen Wister 1902. Populariteten växte med publiceringen av Zane Greys Riders of the Purple Sage (1912). När pulp-tidningar exploderade i popularitet på 1920-talet fick hela genren en lyft. Det samtidiga framväxandet av västernfilmen på 1920-talet var också en stor orsak till genrens popularitet. På 1940-talet utgavs vissa inflytelserika böcker, bland andra Möte vid Ox-oket (1940) av Walter van Tilburg Clark, De fria vidderna (1947) och Våldets väg västerut (1949) av A.B. Guthrie, Jr., och Shane (1949) av Jack Schaefer. Många andra författare inom genren fick sin publik under 1950-talet, som Luke Short, Ray Hogan och Louis L'Amour. Genren nådde sin kulmen under slutet av 1950-talet och början av 1960-talet, mycket på grund av den stora mängden västern-tv-serier. Publiken tröttnade på tv-serier inom västerngenren mot slutet av 1960-talet och detta verkar även ha påverkat västern som litterär genre. I dagens samhälle är genren relativt blygsam och de flesta bokkedjor i USA (utanför de delstater som böckerna egentligen handlar om) har ett ganska oansenligt urval.

## Västernfilmer
En genre, där beskrivningar och dialoger är sparsamma och landskapet i sig spelar en stor roll, är väl lämpad för ett visuellt medium. De tidiga västernfilmerna spelades oftast in direkt i studiomiljö på samma sätt som de andra tidiga Hollywood-filmerna, men när man började filma saker på plats letade producenterna av westernfilmer upp öde hörn av Kalifornien, Arizona, Utah, Nevada, Colorado och Wyoming för att spela in filmerna. Ofta blev naturen inte bara en stark bakgrund till filmen utan även en slags karaktär i filmen.
Västernfilmer har i sig diverse undergenrer, bland annat episka Västernfilmer, västernhistorier med sjungande cowboyer i huvudrollerna och diverse komedier placerade i eran. Det fanns även så kallade "shoot 'em up westerns", oftast lågproducerade filmer där revolvrarna alltid hade ammunition och indianerna alltid hade en pil redo att skjuta iväg – här var en ren action i blickfånget.
Cowboyer och revolvermän spelar viktiga och framträdande roller i västernfilmer. Oftast tvingas rollfigurerna slåss mot indianer, även om vissa filmer visar upp dessa i klart mer sympatiskt ljus än vad genren generellt gör. Andra vanliga teman är långa färder och grupper av banditer som terroriserar små städer (som i 7 vågade livet).

### Klassiska västernfilmer
Den första riktiga västernfilmen var Det stora tågrånet (egentligen var Kit Carson (1903) först, men den brukar generellt förbises), en stumfilm regisserad av Edwin S. Porter, med Broncho Billy Anderson i huvudrollen. Filmens popularitet öppnade vägarna för Anderson att bli filmens första riktiga cowboystjärna och han medverkade i hundratals västernkortfilmer. Genrens popularitet gjorde att han snart fick konkurrens av William S. Hart.

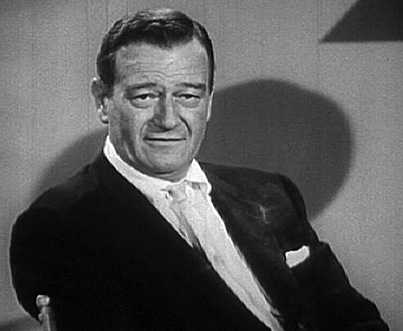
John Wayne

I USA har västernfilmen en lång och rik historia som spänner över flera genrer (komedier, dramer, tragedier, parodier, musikaler etc.). Västerns gyllene tid gestaltas genom två regissörers verk: John Ford (som ofta hade den ikoniska stjärnan John Wayne i huvudrollen) och Howard Hawks. Fords episka Diligensen från 1939 betraktas genomgående som den bästa västernfilmen som gjorts.

### Spaghettivästern
Huvudartikel: Spaghettivästern
Under det tidiga 1960-talet utvecklades det i Italien en speciell typ av västernfilmer, så kallade "spaghettivästern" (efter den populära italienska maträtten). Hollywood lär ha skrattat åt de första filmerna, som hade mycket låg budget. Men när Sergio Leone gjorde För en handfull dollar (1964), med den då okände Clint Eastwood i huvudrollen, slutade filmbolagen i Hollywood att skratta. 
De flesta spaghettivästern spelades in i södra Spaniens inland (ofta nära Almería) tack vare dess likhet med sydvästra USA.
Spaghettivästerns har genomgående en grövre brutalitet, och ett annorlunda slags våld än vad de amerikanska filmerna dittills haft. Egentliga hjältar som offrar sig för andra saknas. Hämnd och själviskhet dominerar istället.  
Varken kvinnor eller barn skonas, om nöden så kräver.  
Spaghettivästern präglas i hög grad av växlingarna av ofta extremt utdragna scener med fula och skitiga män – varpå filmen plötsligt exploderar av action. Till detta hör den mycket välanpassade musiken. Skillnaden på de onda och de goda är också avsevärt mer diffus i spaghettivästern än i Hollywoodproduktioner.
Genrens främsta filmer, särskilt de "fyra stora" av regissören Sergio Leone, har en viss parodisk dimension vilket gav den en annorlunda ton än de amerikanska filmerna. Bland de stjärnor som satte sin prägel på spaghettivästern finns skådespelarna Clint Eastwood, Lee van Cleef, vilka båda fick sina stora genombrott främst genom sina insatser i Leones filmer, och till viss del Eli Wallach, som dock redan hade spelat skurk i Sju vågade livet. Sju vågade livet är ett bra exempel på en icke-spaghettiwestern men Eli Wallach blev inte förknippad med den. Senare kom bland andra Terence Hill, Franco Nero och Klaus Kinski, som dock gjorde en mindre biroll redan i Leones andra spaghettifilm För några få dollar mer.
Även om Charles Bronson, liksom Wallach var med i Sju vågade livet  slog han definitivt igenom i Harmonica – en hämnare, där den redan etablerade Henry Fonda spelade en extremt ond och girig som bland annat skjuter en 7-årig pojke i kallt blod. Detta var Sergio Leones fjärde och sista spaghettivästern, och en av de få filmer i denna genre där en kvinna (Claudia Cardinale) spelar en roll av betydelse.
En speciell slags humor fanns ofta med i spaghettivästern. Ett bra exempel på detta är den smått klassiska inledningen på Harmonica – en hämnare, där tre hårdföra män väntar på tåget i åtskilliga minuter utan att prata (tystnaden är ofta mycket talande i spaghettivästern). Så kommer äntligen tåget och en man stiger av (på fel sida). Mannen (spelad av Charles Bronson) konstaterar snabbt – tre män, tre hästar och drar slutsatsen att de kommit för att "expediera" honom, inte eskortera honom. "Det ser ut som att vi tog med en häst för lite", säger en av de tre och småskrattar. Men återsvaret blir "Nej – ni tog med två hästar för många" varpå revolvrarna avgör att det är Charles Bronson som "räknat rätt".  
Spaghettivästerns storhetstid var från mitten av 1960-talet och ett tiotal år därefter. Därefter tycktes all västernfilm död under ett tag, till genren återupplivades med filmer som beskrev de illa behandlade indianerna, till exempel Soldier Blue. 
Senare amerikansk västern har från mitten av 1980-talet påverkats av "spaghettivästern-eran" till viss del.
Sergio Leones fyra stilbildande spaghettivästerns
1. För en handfull dollar (Per un pugno di dollari), 1964, Clint Eastwood, Gian Maria Volonté
2. För några få dollar mer (Per qualche dollaro in più), 1965, Clint Eastwood, Gian Maria Volonté, Lee Van Cleef
3. Den gode, den onde den fule (Il Buono, il brutto, il cattivo), 1966, Clint Eastwood, Lee Van Cleef, Eli Wallach
4. Harmonica - en hämnare (C'era una volta il West / Once upon a time in the west), 1968, Charles Bronson, Henry Fonda, Claudia Cardinale

### Revisionistiska västernfilmer
Mycket tack vare spaghettivästerns inflytande började många amerikanska filmskapare under 1960-talet att ifrågasätta den traditionella västerngenren och dess teman. Vad som ifrågasattes var bland annat temat med de "blodtörstiga vildarna" när indianer porträtterades, men också saker som den enkla uppdelningen i goda och onda. Trenden inleddes med två indianfilmer av vilka åtminstone en hade ett tydligt samband med Vietnamkriget, A man called horse och Soldier Blue. Senare exempel i denna genre är bland andra Jeremiah Johnson - indiandödaren,  Little Big Man, Dansar med vargar och De skoningslösa

### Studier av västern som filmer och genre
På 1960-talet växte filmteorin fram som ett fält för studier. Från denna miljö växte studier fram som studerade genrer i sig. Detta var främst ett semantiskt och strukturellt sätt att förstå hur filmer förmedlade mening. västerngenren som sådan hade länge varit illa ansedd för sin simplistiska moraliska handling, men började nu ses som en serie av konventioner och koder som på ett enkelt sätt beskrev handlingen för publiken. Till exempel representerade en vit hatt en god person, en svart hatt en ond person; två människor stående vända mot varandra på en öde gata representerar en förväntan på en duell, cowboys är enstöringar, stadsbor tänker på sin familj och sitt samhälle etc. Alla westernfilmer kan ses som en serie av koder och diverse variationer på dessa koder. Sedan 1970-talet har genren utmanats av filmer som använde dess koder, men främst som ett sätt att undergräva dem. Kevin Costners Dansar med vargar återanvänder alla dessa koder och konventioner men gör en helomvändning när indianerna framställs som goda och kavalleriet som ont. Clint Eastwoods De skoningslösa använder de vanliga konventionerna, men förändrar vad handlingarna leder till (folk dör inte tappert, de gråter och ber; den goda hjälten räddar inte dagen, snarare tar folk hämnd etc.).
Ett resultat av dessa studier är att några hävdar att västernfilmer som sådana inte behöver utspela sig i den amerikanska västerns nybyggarområden på 1800-talet, koderna kan förmärkas i flera olika typer av filmer. En klassisk handling i en västernfilm är till exempel när en sheriff eller polis österut ger sig iväg till vilda västern, där han slåss mot, med både tunga och revolver, grupper av brottslingar och får hjälp av snälla men generellt ineffektiva lokala sheriffer, som vid ett kritiskt ögonblick visar vad han går för och räddar hjälten. Denna handling stämmer in på en lång rad västernfilmer men även den moderna actionfilmen Die Hard. Andra exempel på filmer som inte utspelar sig i vilda västern, men som ändå har mycket gemensamt med västernfilmen som genre är Vildast av dem alla (1967) med Paul Newman och De sju samurajerna av Akira Kurosawa.

### Influenser av och i västernfilmen
Många västernfilmer efter 1960 var starkt influerade av Akira Kurosawas samuraj-filmer. Framstående exempel är 7 vågade livet, en nyinspelning av Kurosawas De sju samurajerna och För en handfull dollar, en nyinspelning av Kurosawas Yojimbo (Livvakten), som i sin tur hade inspirerats av Red Harvest, en amerikansk deckare av Dashiell Hammet. Kurosawa själv var starkt inspirerad av amerikanska västernfilmer, speciellt John Fords verk.
Trots det kalla kriget var västernfilmer en stark influens inom Östeuropas filmindustri, vilken hade sin egen version av genren, den så kallade Röda Västern eller Ostern. Dessa tog generellt två olika vägar: antingen nästan direkta nyinspelningar av västernfilmer förlagda i Östeuropa, eller actionfilmer som inkluderade ryska revolutionen och det ryska inbördeskriget och Basmachi-revolten där de turkiska folken spelar en roll som motsvarades av det mexikanska folkets roll i traditionella västern.
En undergenre till västerngenren är vad som kan kallas den "post-apokalyptiska" västern, när det framtida samhället försöker hämta sig efter en stor katastrof, vilket oftast utspelar sig på ett liknande sätt som i 1800-talets nybyggarvärld. Exempel på detta är The Postman och Mad Max.
Många science fiction-filmer och tv-serier med rymdfärder lånar starkt ifrån de vanliga västernkonventionerna. Exempel är bland andra Outland, där men helt enkelt förlade handlingen i Sheriffen till en gruvbas i yttre rymden, och tv-serien Firefly. Ett annat starkt exempel är George Lucas Stjärnornas krig-serie, som använder många av västerns element för att bygga upp sin historia.

### Australisk "västern"
Även Australien har producerat ett antal filmer med handling förlagd till miljöer påminnande om den amerikanska västernprärien.
Filmen om Ned Kelly med samma namn och Rolling Stonessångaren Mick Jagger i huvudrollen banade vägen under 1970-talets tidigare del. Vissa av dem är "spaghetti-påverkade", andra mer klassisk västern. Till skillnad från de italiensk-spanska filmerna, utspelas australisk "västern" alltid i Australien, inte väster om Mississippi.

### Svensk "västern"
Dansbandet Sven-Ingvars, spelade in filmen Under ditt parasoll som hade premiär 1968. Filmen ansågs länge försvunnen innan den återfanns 2006 i basisten Patrik Karlssons källare. 
Filmerna Babas bilar och Pistvakt har kallats "palt-västern" respektive "en albinovästern från de vita vidderna".
I död mans spår (1975), "Lingon-västern".  Regi och produktion Mats Helge Olsson, med Carl-Gustaf Lindstedt, Sune Mangs, Tor Isedal, Sten Ardenstam med flera.

## Västern som TV-genre
Innan TV gjorde sitt intåg gjorde man oftast relativt billiga serier av filmer för att spelas upp på den lokala biografen, många av dessa gjordes inom västerngenren. Bland de som blev välkända via dessa filmserier var Audie Murphy, Tom Mix och Johnny Mack Brown. Det fanns också så kallade sjungande cowboys som Gene Autry, Roy Rogers och Dale Evans, alla med en viss häst som ofta även blev stjärnor. 
När TV:n slog igenom på slutet av 1940- och 1950-talet blev västerngenren en stor del av utbudet. Många av de billiga B-filmerna som gjorts inom genren visades på TV för att fylla ut i tablån, och många tv-serier producerades. Dessa inkluderar bland annat Bröderna Cartwright och The High Chaparral. Höjdpunkten för genren på TV kom 1959 när 26 olika sådana här serier visades under bästa sändningstid.
På 1970-talet förändrades genren och skapade serier som den "gulliga" Lilla huset på prärien och den "actionkomedi-artade" Alias Smith and Jones.
TV-serier inom genren görs än idag, ett sent exempel är HBO:s Deadwood.

## Berömda verk inom genren

### Böcker
- Niven Busch: Duell i solen (Duel in the sun), 1944
- Zane Grey: Purpurviddernas ryttare (Riders of the Purple Sage), 1924
- A.B. Guthrie, Jr: Vägen västerut (The Way West), 1949
- Karl May: Winnetou, 1878
- Larry McMurtry: Den långa färden (Lonesome Dove), 1986
- Jack Schaefer: Shane, 1949
- Walter Tilburg van Clark: Möte vid Oxoket (The Oxbow incident), 1944
- Laura Ingalls Wilder: Lilla huset på prärien (Little House on the Prairie), 1935
- Owen Wister: Cowboysblod (The Virginian) 1902

### Filmer
- Det stora tågrånet (1903)
- Diligensen (1939)
- Möte vid Ox-oket (1943)
- Sheriffen (1952)
- Mannen från vidderna (1953)
- Förföljaren (1956)
- 7 vågade livet (1960)
- Mannen som sköt Liberty Valance (1962)
- För några få dollar mer (1965)
- Django (1966)
- Harmonica - en hämnare (1968)
- Häng dom högt (1968)
- Butch Cassidy och Sundance Kid (1969)
- Sabata (1969)
- Little Big Man (1970)
- Soldier Blue (1970)
- Det våras för sheriffen (1974)
- För en handfull dollar (1964)
- Den gode, den onde, den fule (1966)
- Pale rider (1985)
- Dansar med vargar (1990)
- De skoningslösa (1992)
- Maverick (1994)
- Wild Wild West (1999)
- American Outlaws (2001)
- The Assassination of Jesse James by the Coward Robert Ford (2007)

#### Skådespelare
- Kevin Costner
- Clint Eastwood
- Henry Fonda
- Audie Murphy
- James Stewart
- John Wayne
- Fred Ward
- Franco Nero
- Terence Hill
- Bud Spencer
- Yul Brynner
- Klaus Kinski
- James Arness

#### Regissörer
- John Ford
- Anthony Mann
- Howard Hawks
- Clint Eastwood
- Sergio Leone

#### Kompositörer
- Ennio Morricone
- Dimitri Tiomkin

### TV-serier
- Bröderna Cartwright
- Bronco
- Prärie
- Krutrök
- Lonesome Dove
- The High Chaparral
- Deadwood
- Alias Smith & Jones
- Familjen Macahan
- Hell on Wheels

### Tecknade serier
- Blueberry
- Blårockarna
- Buddy Longway
- Cocco Bill
- Hopalong Cassidy
- Little Jimmy
- Lobo
- Lucky Luke
- Matt Dillon
- Rick O'Shay
- Rödöga
- Rövar-Bob
- Silverpilen
- Yakari